# Estilo (sociolingüística)
En sociolingüística, un estilo es un conjunto de variantes lingüísticas con significados sociales específicos según afiliación a un grupo, atributos personales o creencias. En el núcleo de este concepto esta el de variación lingüística, sin la cual no hay base alguna para distinguir significados sociales. La variación puede darse a nivel sintáctico, léxico y fonológico.
Muchas aproximaciones a la interpretación y definición del término incorporan los conceptos de indicidad, orden indéxico, posicionamiento (punto de vista) e ideología lingüística. Hay que observar que un estilo no es un atributo fijo del hablante sino una manifestación concreta dentro de un contexto. De hecho, los hablantes, sea consciente o inconscientemente, suelen incorporar en su elocución elementos de múltiples estilos, que son los que conforman un nuevo estilo. Se trata de una variedad diafásica, es decir, que depende de la situación comunicativa.
De acuerdo con Labov, los estilos de habla pueden clasificarse en: 1. informal, o vernáculo (casual speech); 2. cuidado, o formal (formal speech); o 3. espontáneo (spontaneus speech). El grado de atención que ponga el hablante sobre su discurso influirá en la categorización: por ejemplo, en el habla de tipo informal y el habla espontánea el hablante pondrá menos atención que en un estilo de carácter formal. Asimismo, un hablante competente en una lengua puede alternar diferentes estilos dependiendo del contexto de producción del discurso, de su competencia lingüística y de su competencia comunicativa. Puede decirse que un estilo viene a ser un código del que se dispone para transmitir información sobre los propios hablantes, sobre la relación que establecen los interlocutores y sobre la situación comunicativa, y de ello dependerá el tipo de estilo más adecuado.

## Orígenes
Fue William Labov quien en la década de 1960 introdujo el concepto en el ámbito de la sociolingüística, aunque sin nombrarlo así. El lingüista, al estudiar variables individuales y el modo en que estas se podían asociarse a diversos paradigmas —por ejemplo, a clases sociales—, estableció cinco principios:
1. «No hay hablantes de un solo estilo». En mayor o menor grado, el cambio de registro lingüístico se da en todos los hablantes, en el sentido de que siempre tratan de adaptar de manera coherente con el contexto sus formas lingüísticas.
2. «Los estilos pueden clasificarse en una sola dimensión: la que mide el nivel de la atención dedicada al discurso».
3. «La lengua vernácula es la que proporciona los datos más sistemáticos para el análisis lingüístico, ya que es la que menos atención exige al hablante». Labov caracterizó la lengua vernácula como la base del modo de habla. Ese estilo básico, aprendido a muy corta edad y que luego, a lo largo de la vida, sirve de fundamento de estilos más complejos, registra la variación mínima y, por ello, da cuenta de las características más generales del estilo de un grupo dado.
4. «Cualquier observación sistemática de un hablante define un contexto formal en el que se presta más atención al habla propia». Incluso una entrevista formal cara a cara restringe en gran medida el uso por parte de un hablante del estilo de la lengua vernácula. Si no se perciben observadores externos, y no se está prestando atención inmediata a su propia discurso, más probable será que se manifieste el estilo vernáculo del interlocutor.
5. «El único medio de obtener el volumen y la calidad de discurso grabado necesarios para el análisis cuantitativo son las entrevistas cara a cara».